# Där världen kallas skog
Där världen kallas skog är en snarast filosofisk science fiction-roman av Ursula K. Le Guin utgiven på svenska 1978. (ISBN 91-7268-050-4) Den kom i nyöversättning 1990, då med titeln Där världen heter skog. (ISBN 91-29-59627-0)
Originalet The Word for World Is Forest kom ut 1972 och fick samma år både Nebulapriset och Hugopriset (enligt titelbladet).

## Handling
Planeten Athshe håller på att koloniseras, och man har döpt den till Nya Tahiti, dels för att den besitter många paradisiska egenskaper, men också för att locka nybyggare, främst kvinnor och familjer, som det råder brist på. Kapten Davidson är ett energiknippe som basar för pioniärtrupperna, och han har raskt underkuvat några exemplar av ursprungsbefolkningen till husslavar för att slippa befatta sig med rutinarbete i sitt hem. Ursprungsbefolkningen, som han kallar "kritter",utgörs av småväxta humanoider med grönaktig päls. Ingenting kan stå i vägen för Davidson och hans schaktbladstraktorer då de röjer odlingsmark, men hela planeten utom haven är täckt av en tät skog.
Till planeten kommer också Kapten Ljubov, vars uppgift (till Davidsons irritation) bland annat är att studera lokalbefolkningen och befrämja samarbete med dem, delvis med hjälp av en utbildad ekolog, Gosse. Eftersom, för att använda lokalbefolkningens benämningar, "terrestianernas" tankesätt är så fullständigt annorlunda än hos de infödda "hilferna", har de svårt att ens lyckas med att kommunicera sinsemellan. (Davidson bekymrar sig inte med sådana petitesser, han har utvecklat ett pidginspråk som han använder för enkla kommandon, och det räcker för honom). Gosse har lyckats vinna några lokalinvånares förtroende, och börjar småningom kunna nysta upp deras filosofi, vilken han delger Ljubov, som skriver rapporter om det, som ingen läser. Hilferna lever i en tillvaro där gränsen mellan drömtiden och världstiden är ganska suddig. Eftersom skogen förser dem med livets nödtorft utan att de jäktar desto mer, sker deras dagliga värv i vad mänskligheten skulle kalla ultrarapid. Samtidigt som Ljubov och Gosse sakta börjar komma hilferna inpå livet, går utvecklingen i motsatt riktning i Davidsons läger, och efter att han tvingat sig till sexuellt umgänge med hustrun till en av sina slavar, och samtidigt misshandlat henne, drivs förhållandet till sin spets. Med sin noshörningsintuition märker Davidson dock ingenting, förrän hilferna, (av naturen pacifistiska), efter att ha mediterat över problemet en längre tid, går till anfall mot ett röjningsläger.
I all korthet lyckas de ställa till med rätt stor förödelse och ta de flesta lägerinvånarna av daga, vilket leder till att en hög officer som råkar befinna sig på planeten på förbiresa, tillsammans med några dignitärer i galaxparlamentet ställer till med utredning och förhör. Det hela utmynnar i att terrestianerna drar sig tillbaka från planeten helt och hållet.
Som i de flesta av sina böcker har Le Guin fokuserat mest på de etiska problemen vid kontakter mellan civilisationer som står långt ifrån varandra, och utnyttjat SF-genren för att kunna ta ut svängarna och karikera motsättningarna. Samtidigt har hon för tiden väldigt framsynt tangerat olägenheterna med erosion och andra tillpassningssvårigheter då man försöker applicera främmande metoder i ett landskap som inte är lämpat för dem, och betänkligheterna med huruvida det är ens ändamålsenligt att tillämpa ny teknik där den uppenbart står i konflikt med lokala beprövade metoder. Man kan i den här boken tydligt se parallellerna till européernas ankomst till Australien.